# Serrat de les Forques (Foradada)
El Serrat de les Forques és una muntanya de 416 metres que es troba al municipi de Foradada, a la comarca catalana de la Noguera.